# Eric Llewellyn Griffith-Williams
Eric Llewellyn Griffith-Williams, britanski general, * 1894, † 1987.